# Port lotniczy St. John’s
Port lotniczy St. John’s (IATA: YYT, ICAO: CYYT) – międzynarodowy port lotniczy położony 5,6 km na północny zachód od St. John’s, w prowincji Nowa Fundlandia i Labrador, w Kanadzie.